# Koudougou
Koudougou je město v regionu Centre-Ouest v Burkině Faso, ležící asi 75 kilometrů západně od Ouagadougou. S počtem obyvatel 160 239 (2019) se jedná o třetí největší město země. Hlavními etnickými skupinami, které ve městě žijí jsou Gurunsiové a Mossiové.  Město je situováno na jediné železniční trati Burkiny Faso. Nachází se zde továrny na výrobu textilií, mýdla nebo bavlny. Vyrábí se zde také tzv. bambucké máslo.
Město každoročně hostí hudební festival Nuits atypiques de Koudougou.

## Geografie
Město se nachází ve střední části země, na plošině Mossi, 75 kilometrů západně od Ouagadougou, jižně od města Sabou a severně od města Yako. V roce 1952 bylo díky výstavbě železnice spojeno s Ouagadougou a Abidžanem. Leží podél státní silnice N13, spojující město se sousedními městy Réo a Dédougou.
V současnosti město zahrnuje také 15 okolních vesnic, ačkoli správní hranice města sahaly dříve ještě dále.

## Historie

### Vznik města
Město bylo založeno ve 13. století a jeho vznik je dle tradice spojen s příběhem dvou lovců. Bassanga Yaméogo, pocházející z vesnice Piella v provincii Sissili – ten údajně přišel od jihu poté, co se pohádal se svým starším bratrem, který jej obvinil z krádeže slepice. Při sledování leguána objevil tůň, kde se mohl napít. Zvíře, které jej k vodě přivedlo, se později stalo totemem jeho potomků. Bassanga a jeho blízcí se usadili na místě, kde se dnes nachází provinční ředitelství životního prostředí a cestovního ruchu. Zde Bassanga také zemřel a byl pohřben. Jednoho dne, při lovu, objevil jeho chýši jiný příchozí lovec, přicházející ze severu, původem z vesnice Guimba. Po obvyklém pozdravu se oba muži začali hádat, kdo z nich byl na místě dříve. Aby spor rozhodli, rozhodli se porovnat stáří střech svých chýší. Po prozkoumání se ukázalo, že chýše Bassangy je starší, a tudíž byl on prvním osadníkem. Druhý lovec výsledek přijal a přesunul se do osady Goaghin, z níž se později při rozšiřování města stala čtvrť Dapoya. 
Existuje i jiná verze založení města, podle níž byl zakladatelem Tégsoba Toogré, který opuštěním svého rodného kraje reagoval na spory o nástupnictví. Po příchodu na nové místo narazil na starce, kterého zde zanechali jeho bratři a který mu poskytl zázemí. O nějaký čas později se bratři vrátili, aby starce přemluvili k návratu, ale ten odmítl a prohlásil, že je nyní usazen na „starém místě“ – v moosijštině se překládá jako kugdo. Tento výraz se později ujal a stal se názvem osady.
V roce 1910 se Koudougou stalo administrativním střediskem francouzské koloniální správy, roku 1919 sídlem okresu a v prosinci 1959 získalo status obce. Prvního demokraticky zvoleného starostu mělo město až v roce 1995, do té doby bylo spravováno nejprve okresními veliteli (od vyhlášení nezávislosti v roce 1960 voltaickými), poté v letech 1974–1984 zástupci-prefekty a následně civilními správci ve funkci prefekta-starosty (1984–1995).

## Hospodářství
Hospodářství města je založeno převážně na zemědělství, přičemž roční hrubý domácí produkt města činí přibližně 17,5 miliardy CFA franků (asi 36 milionů amerických dolarů). Ve městě se nacházejí malé průmyslové podniky, například továrny na výrobu mýdla, bambuckého másla, bavlny a různých textilií. 
K únoru 2007 disponovalo město zařízením pro produkci a vysílání rozhlasového a televizního vysílání stanice Tele-Yaka, recyklačním střediskem, výrobu oděvů, pokusnou plantáží mangovníků a listové zeleniny, kovárnou určenou pro výrobu a údržbu zemědělského nářadí a náčiní, dílnou na zpracování kovového odpadu a kovové inženýrství zaměřenou na výrobu strojních součástí a motorových dílů, dílnou na opravy elektroniky a venkovní výstavní plochou pro místní sochaře.

## Doprava

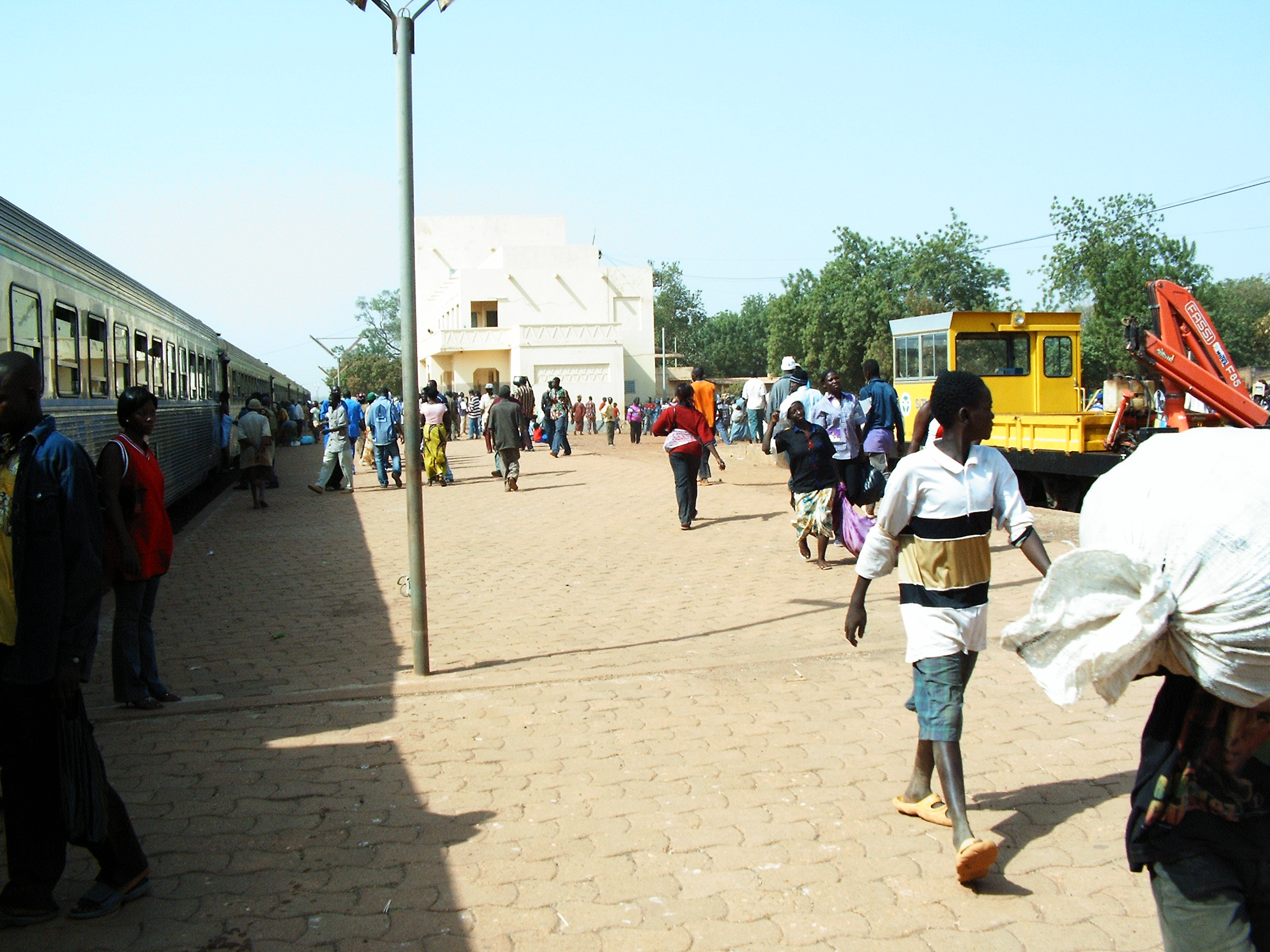
Železniční stanice v Koudougou

Město má železniční stanici na železniční trati Abidžan – Ouagadougou, tedy na jediné železnici v zemi. K červnu 2014 byl na této trati v provozu jeden osobní vlak jezdící třikrát za týden v obou směrech. Dopravu zajišťovala společnost Sitarail. Nejbližším letištěm je Mezinárodní letiště v Ouagadougou, vzdálené přibližně 141 km jihovýchodně od centra města. K červnu 2014 mělo letiště pravidelné lety do většiny velkých měst v západní Africe a také do Paříže, Bruselu a Istanbulu. 

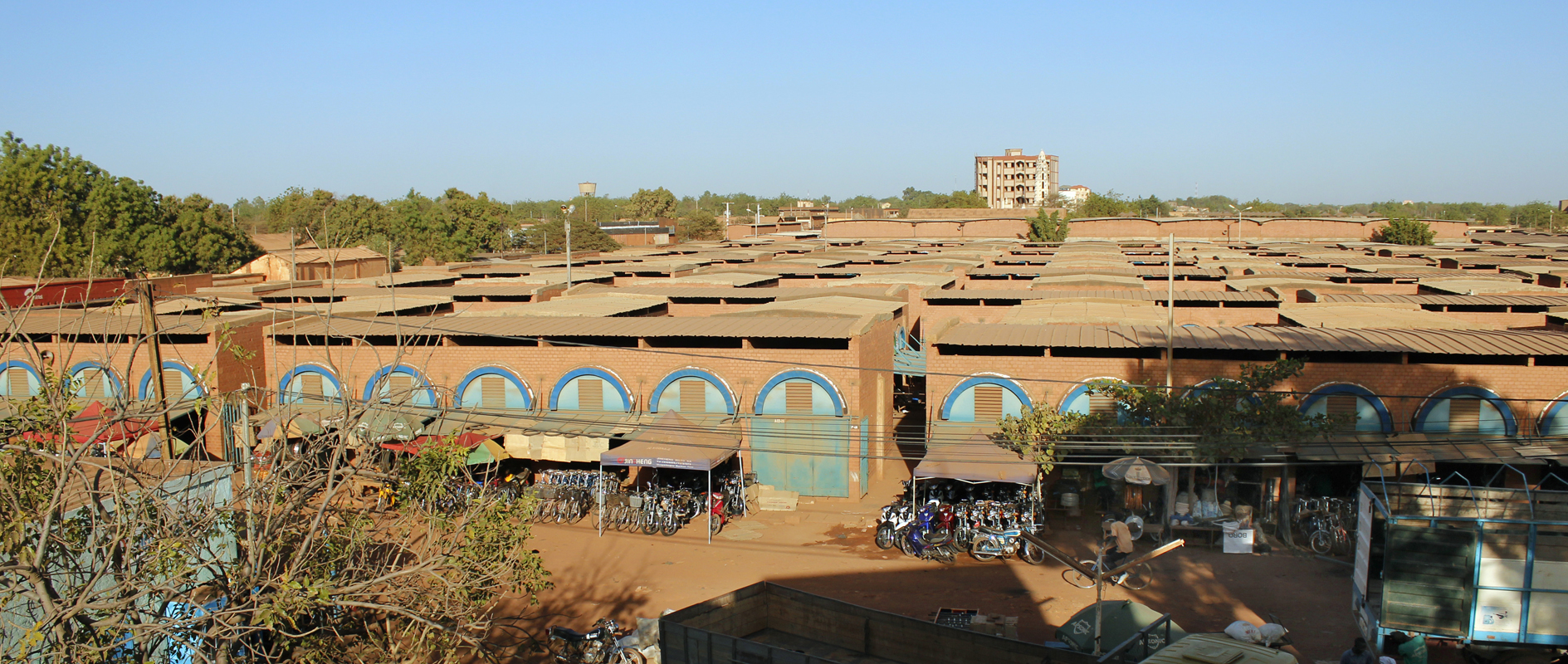
Pohled na centrální tržiště

Obchodním srdcem města je centrální trh s rozlohou 29 000 m2, slavnostně otevřený v červnu 2005. Je výsledkem spolupráce mezi Švýcarskou agenturou pro rozvoj a spolupráci (SDC) a Programem rozvoje středních měst vlády Burkiny Faso. Projekt stavby byl oceněn cenou Aga Khan za architekturu v roce 2007. 

## Vzdělání
Od roku 2005 sídlí ve městě Univerzita Norberta Zongy (také známá jako Koudougouská univerzita), která měla ve školním roce 2010/2011 okolo 5 600 studentů. Od roku 2012 působí ve městě odborné učiliště, od roku 2017 státní technologický institut. Podíl lidí, kteří přišli na zápis do základních škol v letech 2007-2008 činil 79, 2%, na střední školy pak 20, 3%.
V roce 2024 byly ve městě jako součást univerzity otevřeny jesle pro malé děti studentů, první svého druhu v Burkině Faso.

## Sport
V Koudougou působí několik fotbalových klubů, např. l'Association des Jeunes Sportifs de Koudougou (AJSK), l'AS des Employés de Commerce de Koudougou (ASEC-K), le Bouloumpoukou FC (BPFC), le Bouloumpoukou Stade (BPS), l'Association des jeunes footballeurs (AJF), a le Jeunesse Club Boulkiemdé. Všechny tyto kluby hrají na stadionu Balibiè s kapacitou 5 000 lidí.

## Rodáci
- Maurice Yamégo (1921–1993), první prezident Horní Volty od roku 1960 po získání nezávislosti na Francii
- Tertius Zongo (* 1957), 10. premiér Burkiny Faso
- Norbert Zongo (1949–1998), investigativní novinář, zavražděný roku 1998
- Bernard Yaméogo (* 1965), režisér
- Joséphine Ouédraogo (* 1949), socioložka

## Partnerská města
- Dreux, Francie
- Evesham, Velká Británie
- Melsungen, Německo
- Todi, Itálie